# Drets del col·lectiu LGBT a Somàlia

Somàlia des de 2009

Aquest és un article sobre els drets LGBT a Somàlia. Les persones lesbianes, gais, bisexuals i transsexuals a Somàlia han d'afrontar reptes legals que no experimenten els residents no LGBT.

## Drets LGBT

### Imperi Otomà
El 1858 l'Imperi Otomà va legalitzar les relacions sexuals del mateix sexe.

### Àfrica Oriental Italiana
En 1940, Itàlia va conquistar Somàlia britànica i la va annexionar a l'Àfrica Oriental Italiana. Atès que l'activitat homosexual era legal a Itàlia des de 1890, es va fer legal a Somàlia britànica. El 1941, els britànics van reconquerir la Somàlia britànica i van reinstaurar les seves lleis de sodomia.

### Somàlia britànica
Abans de la independència dels britànics, la Secció 420 del Codi Penal Indi de 1860 es va aplicar a la Somàlia Britànica.

### República de Somàlia
El 1964, es va introduir un nou codi penal a la República de Somàlia. El codi estableix que "Qui tingui relacions sexuals amb una persona del mateix sexe serà castigat, quan l'acte no constitueixi un delicte més greu, amb presó de tres mesos a tres anys. Quan l'acte comès és un acte de luxúria diferent de l'acte carnal, el càstig imposat es reduirà en un terç."

### República Democràtica Somali
Segons l'article 409 del Codi Penal de Somàlia, introduït el 1973, les relacions sexuals amb una persona del mateix sexe són punibles amb un empresonament de tres mesos a tres anys. Un "acte de luxúria" que no sigui un acte sexual és punible amb un termini de presó de dos mesos a dos anys. Segons l'article 410 del Codi Penal de Somàlia, una mesura de seguretat addicional pot acompanyar les sentències per als actes homosexuals, generalment en forma de vigilància policial per evitar "reincidir". Les execucions de persones LGBT són tolerades.

### Govern Federal de Somàlia

#### Prevenció VIH/SIDA
Els serveis de planificació familiar són difícils d'accedir, així com informació basada en el fet sobre la sexualitat humana. Els treballadors humanitaris han afirmat que la moral social islàmica sovint dificulten la publicitat sobre com es pot estendre el virus. Des de 1999, bona part de l'educació i la cura del VIH/SIDA provenen d'organitzacions internacionals com les Nacions Unides.
Malgrat això, Somàlia té una de les taxes d'infecció pel VIH més baixes del continent. Això s'atribueix a la naturalesa musulmana de la societat somali i l'adherència dels somalis a la moral islàmica. Mentre que la taxa de prevalença del VIH estimada a Somàlia el 1987 (el primer cas anual de l'informe) era de l'1% adults, una estimació més recent de 2007 la situa a només el 0,5% de la població adulta del país.

#### Organitzacions LGBT
En 2004 es va informar de l'existència d'un grup per a persones LGBT a Somàlia.

### Guerra Civil
Als territoris controlats per Al-Xabab a Somàlia, l'organització terrorista promulga una estricta interpretació de la xaria que explícitament prohibeix l'homosexualitat. El càstig per a aquells considerats culpables és a discreció del jutge i poden ser castigat amb la mort.

## Condicions de vida
L'Informe de Drets Humans del Departament d'Estat dels Estats Units de 2010 va trobar que "l'orientació sexual es considerava un tema tabú, i no hi havia discussió pública sobre aquest tema a cap regió del país", i que "no hi havia informes de violència de la societat ni discriminació basada en l'orientació sexual".

## Taula resum
| Activitat sexual legal amb el mateix sexe                     | (Pena: Execució) |
| Mateixa edat de consentiment                                  | No               |
| Lleis antidiscriminació a la feina                            | No               |
| Lleis antidiscriminació en la prestació de béns i serveis     | No               |
| Matrimoni del mateix sexe                                     | No               |
| Lleis antidiscriminació en el discurs de l'odi i la violència | No               |
| Reconeixement de les parelles del mateix sexe                 | No               |
| Adopció de fillastres per parelles del mateix sexe            | No               |
| Adopció conjunta per parelles del mateix sexe                 | No               |
| Prestació de servei militar per gais i lesbianes              | No               |
| Dret legal a canviar de gènere                                | No               |
| Accés a la fecundació in vitro per lesbianes                  | No               |
| Subrogació comercial per a parelles d'homes homosexuals       | No               |
| Permís per donar sang als MSMs                                | No               |